# Rodes

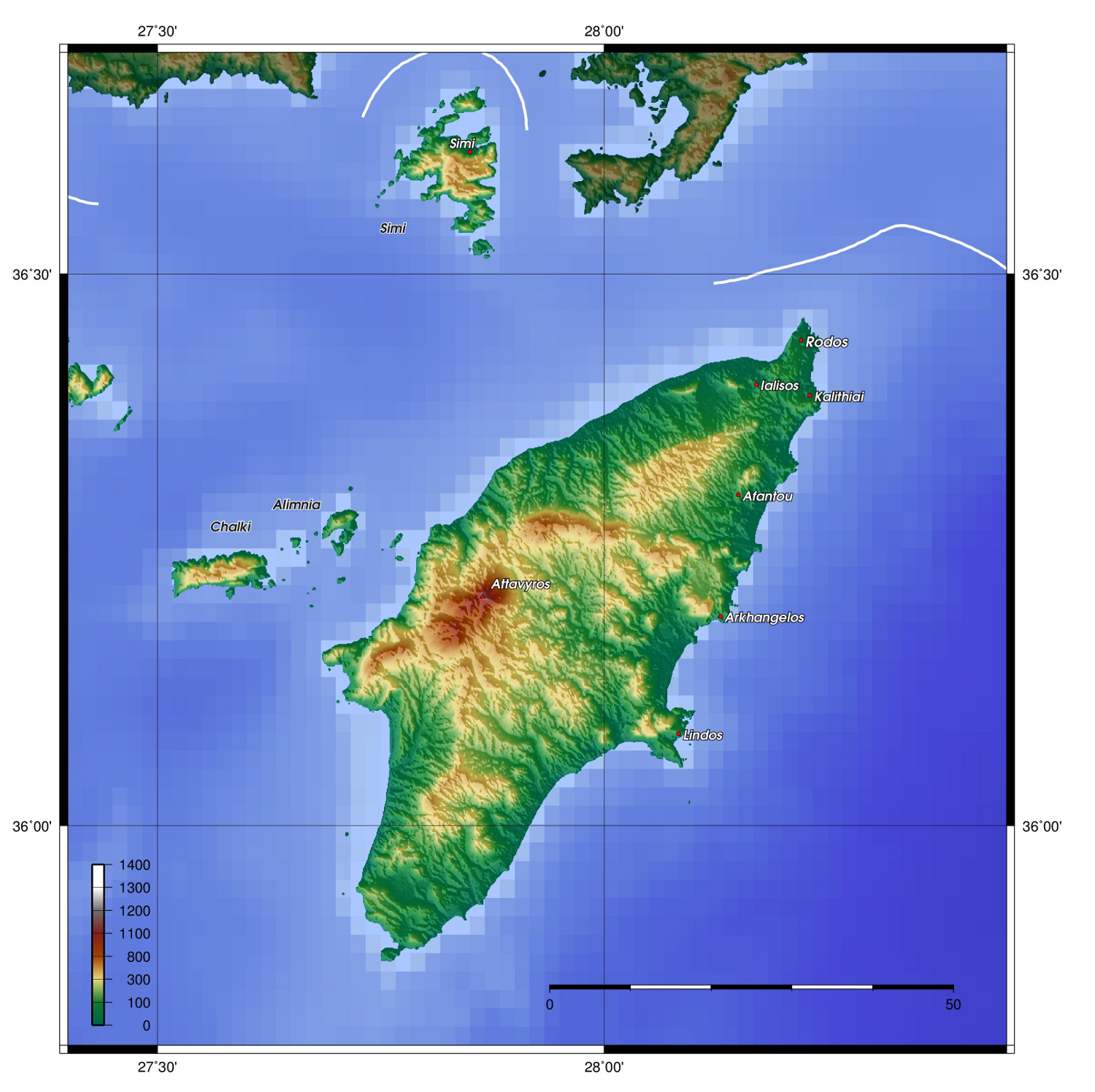
Topografia de Rodes.

Rodes (en llatí: Rhodes, en grec antic: Ῥόδος) és l'illa més gran del Dodecanès i la més oriental de les illes principals de Grècia, a la mar Egea. Està situada a tan sols 18 km a l'oest de la costa de Turquia, entre la Grècia continental i l'illa de Xipre. L'any 2004, tenia una població d'uns 110.000 habitants, dels quals la meitat residien a la ciutat de Rodes, el nucli més habitat i el principal centre comercial de l'illa. Rodes era la capital de la prefectura del Dodecanès, que després del programa Cal·lícrates va quedar dividida en quatre unitats perifèriques. Rodes, en l'actualitat, és una d'aquestes 74 unitats perifèriques. El gentilici és rodi, ròdia.
Històricament, és coneguda sobretot pel Colós de Rodes, una de les set meravelles del món antic. La ciutat medieval de Rodes ha estat declarada Patrimoni de la Humanitat.
Des del punt de vista de la geografia, el paral·lel de Rodes coincideix amb el Diafragma de Dicearc de Messana.